# Andrés del Pozo
Andrés del Pozo (Granada, finales del siglo XVI - primera mitad del XVII) fue un poeta español activo durante el primer tercio del siglo XVII y perteneciente a la Escuela antequerano-granadina.

## Biografía
Muy poco y muy confuso es cuanto se sabe sobre él, por los numerosos homónimos que había en la época. Podría haber incluso dos poetas con el mismo nombre, por no hablar de bastantes con su mismo apellido.
En definitiva, los datos comprobados son que, por el año 1600, concurría a la Academia de Don Pedro de Granada Venegas en Granada un poeta de no escaso mérito e inspiración apellidado Pozo y que firmaba únicamente con su apellido cuatro poemas del manuscrito Poética silva (circa 1603), editado modernamente. Son Silva al elemento del Agua; Oda al Tiempo, en décimas; Oda a la Noche; Justa “A quien dijese más, en menos versos, de Nuestra Señora"). 
Era amigo de otros dos poetas de esa escuela: Juan de Arjona, quien le dedicó un poema en el mismo manuscrito, y Agustín de Tejada Páez. El crítico Dámaso Alonso identificó además a Pozo bajo el pseudónimo poético académico de Constancio. La dama a la que cantaba era aludida en sus poemas con el sobrenombre de Elise. Sobre el año 1603, consta como beneficiario de la parroquia de la Virgen de las Angustias en Granada, así que debía ser hombre de iglesia. Antes de 1608 ya debía tener una obra poética extensa, pues Francisco Bermúdez de Pedraza, en su Antigüedad y excelencias de Granada, comenta que Andrés del Pozo «con galano verso escribió muchos poemas». Además, lo hace natural de Granada.
Pero poco se ha conservado, por ejemplo catorce de las Poesías diversas compuestas en diferentes lenguas, en las honras que hizo en Roma la Nación de los Españoles a la Majestad Católica de la Reyna D.ª Margarita de Austria (Roma, 1612), muchas de ellas con la función de explicar jeroglíficos laudatorios de la arquitectura efímera levantada para los funerales romanos de la reina en 1612. Que un poeta Pozo estuvo en Roma es evidente, puesto que firma además un soneto laudatorio en los preliminares de la traducción por Juan de Jáuregui de la Aminta de Torquato Tasso, publicada en Roma; es más, Antonio Mira de Amescua lo menciona en un documento de 1617, aludiendo a su prestigio como poeta en España e Italia, anotando de paso “un elogio que el Doctor Andrés del Pozo, varón insigne en letras humanas, hizo al Arzobispo Don Fernando de Talavera en la ciudad de Granada, donde fue Prelado”. 
Pudo además estar en Roma otra vez con el humanista Francisco Fernández de Córdoba, abad de Rute y comentarista de Luis de Góngora, quien en una carta de 1617 lo sitúa entre los defensores del poeta cordobés, y en su carrera eclesiástica podría haber pasado de cura párroco de La Ventosa (Cuenca) a, años después, racionero de la catedral de Granada (1622) y por fin, en 1632, canónigo también de la catedral de Granada. El grado universitario más alto que se le da es el de doctor, y habría criticado el Isidro y la Jerusalem conquistada de Lope de Vega. Por eso estuvo entre los que escribieron contra el Fénix la Spongia supervisada por Torres Rámila, de la que no se ha conservado ningún ejemplar. Asimismo, un tal Pozo es aludido por Cervantes en su Viaje del Parnaso.